# Val-Paradis
Val-Paradis est un village situé dans le secteur de Valcanton dans la municipalité de Eeyou Istchee Baie-James au Québec (Canada). Fondé lors du mouvement de colonisation de l'Abitibi, le village se développe grâce à l'agriculture et la foresterie.

## Toponymie
Le village est d'abord nommé Saint-Ephrem ou, informellement, Saint-Éphrem-de-Paradis, d'après la paroisse établie à cet endroit. En 1943, un bureau de poste est ouvert et porte le nom de Val-Paradis. La désignation familière Saint-Éphrem-de-Val-Paradis cohabite un temps avec le nom du bureau de poste.
Sa localisation sur les rives rivière Boivin « a peut-être entraîné la création d'un toponyme qui évoque poétiquement un endroit enchanteur ». La particule Paradis rappelle le sénateur Philippe-Jacques Paradis (en) administrateur de chemins de fer originaire de Québec et promoteur de la colonisation de l'Abitibi.

## Géographie
Le village est situé à 40 km au nord de La Sarre. Il est borné à l'ouest par la rivière Boivin. Le village s'est développé grâce aux moulins à scie qui s'y implantent. Les activités minières de Normétal jouent également un rôle dans le développement du village.

## Histoire
Val-Paradis est fondé dans le contexte de la Grande dépression des années 1930. Afin de contrer la misère de l'époque, Iréné Vautrin, ministre de la Colonisation, de la Chasse et des Pêcheries lance un plan de colonisation en l'Abitibi-Témiscamingue. Le Plan Vautrin encourage alors les familles frappée par la crise à s'y lancer dans l'agriculture. Saint-Éphrem de Val-Paradis est fondé en 1937, et a paroisse du même nom est érigée en 1942.
Le village se développe principalement autour de l'industrie forestière. Parmi celles-ci, on compte la scierie fondée en 1939 par Henri Perron. Les Entreprises Perron Ltée prospèrent au cours des décennies suivantes, devenant le groupe Normick Perron. On y compte sept scieries dans les années 1960. Les fermetures successives portent un coup dur au village, qui n'en compte plus qu'une en 1973. À la même époque, l'exclusion de Villebois, Val-Paradis et Beaucanton de la zone de production laitière québécoise affecte la communauté, qui voit sa population diminuer.
En 1998,Val-Paradis est rattaché au Nord-Du-Québec. Trois ans plus tard, Val-Paradis et Beaucanton sont regroupés pour former la localité de Valcanton, une entité responsable d'offrir des services locaux.

## Personnalités associées
- François Gendron (1944 - ), député du Parti québécois et ancien président de l'Assemblée Nationale du Québec.
- Henri Perron, entrepreneur forestier, fondateur des Entreprises Perron Ltée.
- Francis Simard (1946 - 2015), scénariste et membre de la cellule Chénier du Front de Libération du Québec.
- Christel Bergeron (1985 - ), artiste.

## Attraits
- Pont des Pionniers, pont couvert construit en 1943[6]